# Catabena divisa
Catabena divisa là một loài bướm đêm trong họ Noctuidae.